# Farmersville (Texas)
Farmersville ist eine Stadt im Collin County im US-Bundesstaat Texas in den Vereinigten Staaten. Das U.S. Census Bureau hat bei der Volkszählung 2020 eine Einwohnerzahl von 3612 ermittelt.

## Geografie
Die Stadt liegt am U.S. Highway 380 und dem Highway 78 im Osten des Countys im Nordosten von Texas, ist im Norden etwa 45 Kilometer von Oklahoma entfernt und hat eine Gesamtfläche von 8,8 km².

## Geschichte
Der Ort wurde 1849 von Siedlern gegründet. Benannt wurde er nach ihrer Tätigkeit. Das erste Postbüro wurde 1857 eingerichtet und um 1860 die erste private Schule. Das öffentliche Schulsystem erst 1890.

## Demografische Daten
Nach der Volkszählung im Jahr 2000 lebten hier 3.118 Menschen in 1.115 Haushalten und 820 Familien. Die Bevölkerungsdichte betrug 371,6 Einwohner pro km². Ethnisch betrachtet setzte sich die Bevölkerung zusammen aus 82,39 % weißer Bevölkerung, 10,10 % Afroamerikanern, 0,42 % amerikanischen Ureinwohnern, 0,06 % Asiaten, 0,00 % Bewohnern aus dem pazifischen Inselraum und 5,29 % aus anderen ethnischen Gruppen. Etwa 1,73 % waren gemischter Abstammung und 16,13 % der Bevölkerung waren spanischer oder lateinamerikanischer Abstammung.
Von den 1.115 Haushalten hatten 37,5 % Kinder unter 18 Jahre, die im Haushalt lebten. 53,7 % davon waren verheiratete, zusammenlebende Paare. 15,3 % waren allein erziehende Mütter und 26,4 % waren keine Familien. 24,7 % aller Haushalte waren Singlehaushalte und in 14,0 % lebten Menschen, die 65 Jahre oder älter waren. Die Durchschnittshaushaltsgröße betrug 2,73 und die durchschnittliche Größe einer Familie belief sich auf 3,22 Personen.
29,5 % der Bevölkerung waren unter 18 Jahre alt, 9,1 % von 18 bis 24, 27,4 % von 25 bis 44, 19,1 % von 45 bis 64, und 14,9 % die 65 Jahre oder älter waren. Das Durchschnittsalter war 33 Jahre. Auf 100 weibliche Personen aller Altersgruppen kamen 87,3 männliche Personen. Auf 100 Frauen im Alter von 18 Jahren und darüber kamen 81,0 Männer.
Das jährliche Durchschnittseinkommen eines Haushalts betrug 38.094 USD, das Durchschnittseinkommen einer Familie 46.700 USD. Männer hatten ein Durchschnittseinkommen von 32.331 USD gegenüber den Frauen mit 22.647 USD. Das Prokopfeinkommen betrug 18.693 USD. 12,5 % der Bevölkerung und 8,5 % der Familien lebten unterhalb der Armutsgrenze. Davon waren 15,3 % Kinder und Jugendliche unter 18 Jahren und 19,7 % waren 65 oder älter.

## Söhne und Töchter der Stadt
- Herb Ellis (1921–2010), Jazz-Gitarrist
- Johnny J. Johnston (1928–2012), Generalleutnant der United States Army
- Alberto (* 1984), deutsch-US-amerikanischer Beatboxer, YouTuber und American-Football-Spieler